# Franz Voušek
Franz Voušek, auch Franc Voušek, (* 25. November 1850 in Fraßlau, Untersteiermark; † 2. Februar 1923 in Cilli, Untersteiermark) war Oberlandesgerichtsrat und Abgeordneter zum Österreichischen Abgeordnetenhaus.

## Leben
Franz Voušek war Sohn des Lederers Anton Voušek († 1900). Er ging von 1862 bis 1866 auf ein Gymnasium in Marburg und von 1866 bis 1870 auf eines in Cilli. Danach studierte er von 1870 bis 1874 Rechtswissenschaft an der Universität Wien und promovierte 1882 zum Dr. iur. in Wien. Ab 1874 war er im Gerichtsdienst in der Steiermark tätig, zunächst als Auskultant am Kreisgericht Cilli, 1876 als Adjunkt am Bezirksgericht Gonobitz und 1878 am Bezirksgericht Marburg. Ab 1883 war er Bezirksrichter in Oberburg, im Jahr 1890 Bezirksrichter in Rann und 1894 Landesgerichtsrat und Vorstand des Bezirksgerichts Marburg-Rechtes Drau-Ufer. 1898 wurde er Landesgerichtsrat am Kreisgericht Marburg und 1903 Oberlandesgerichtsrat ebenda. 1913 ging er in den Ruhestand.
Im Jahr 1898 war er Mitgründer des Vereins Narodni Dom (slowenisches Volkshaus) in Marburg.
Er war römisch-katholisch und ab 1893 verheiratet mit Paula Pauer, mit der er zwei Söhne hatte.

## Politische Funktionen
Franz Voušek war vom 20. Juli 1906 bis zum 30. Januar 1907 Abgeordneter des Abgeordnetenhauses im Reichsrat (X. Legislaturperiode) und vertrat dort für das Kronland Steiermark die Kurie Landgemeinden 9 (Cilli, Franz, Oberburg, Tüffer, Schönstein, Rann, Drachenburg, Lichtenwald). Er war Nachfolger des verstorbenen Hugo Berks.

## Klubmitgliedschaften
Franz Voušek war Mitglied im slowenisch-katholischen Slavischen Verband (Slovanska zveza).